# Thomas Fynderne
Sir Thomas Fynderne of Fynderne (* um 1420 † 1464) war ein englischer Ritter.

## Leben
Sir Thomas Fynderne (auch Finderne) war ein Sohn von Sir William Fynderne († 1445) und Elizabeth, Tochter des Thomas Childrey.
Er begann seine Karriere im Hundertjährigen Krieg in den späten 1440er Jahren in Calais und Guînes. Ab 1452 war Sir Thomas Lieutenant der Garnison in Guines und vertrat auch als Knight of the Shire die Grafschaft Essex im Englischen Parlament.
Während der Rosenkriege kämpfte er für das Haus Lancaster 1455 bei der Ersten Schlacht von St Albans, wo er durch Edmund Beaufort, 1. Duke of Somerset für die Verhandlungen mit den Yorkisten im Vorfeld der Schlacht ausgewählt wurde.
Im weiteren Verlauf der Kriege kämpfte Sir Thomas 1460 bei der Schlacht von Northampton, bei Wakefield und 1461 in Towton.
Nach der Niederlage bei Towton floh Sir Thomas in die belagerte Burg Dunstanburgh Castle und bei deren Fall wie Heinrich VI., Königin Margarete von Anjou und andere treue Lancastrians, z. B. Sir Richard Tunstall, Sir Edmund Hampden und Sir Robert Whittingham, ins Exil nach Schottland. In England verhängte das erste Parlament unter Eduard IV. eine Bill of Attainder über Sir Thomas, so dass dieser in England all seine Rechte und Besitztümer verlor. Ein Großteil seiner Ländereien ging an Sir Thomas St. Ledger.
Thomas Fynderne kämpfte 1464 bei der Schlacht von Hedgeley Moor und mobilisierte anschließend zusammen mit Henry Beaufort, 2. Duke of Somerset erneut Truppen und zog am 15. Mai 1464 in die Schlacht von Hexham.
Sir Thomas geriet in Hexham in Gefangenschaft und wurde zusammen mit anderen am 17. Mai 1464 in Newcastle upon Tyne verurteilt und enthauptet.

## Ehe und Nachkommen
Sir Thomas war verheiratet mit Catherine Berners. Das Paar hatte mindestens einen Sohn:
- Sir William[12]